# Randy Spelling
Randy Spelling, född 9 oktober 1978 i Los Angeles, Kalifornien, är en amerikansk skådespelare. Han spelade Steves lillebror i Beverly Hills 90210, och var även med i serien Sunset Beach. Han är son till seriens skapare Aaron Spelling och bror till skådespelerskan Tori Spelling.